# Dīmitrios Tofalos
Dīmitrios Tόfalos (in greco Δημήτριος Τόφαλος?; Patrasso, 14 aprile 1884 – Patrasso, 15 novembre 1966) è stato un sollevatore greco.

## Biografia
All'età di 12 anni Dīmitrios Tόfalos subì un incidente a seguito del quale aveva un braccio più corto dell'altro, ma ciò non gli impedì di diventare un grande sollevatore.
Dopo aver vinto diverse gare nazionali, nel 1904 Tόfalos partì, grazie ad una colletta, per disputare le Olimpiadi di Saint Louis, ma durante il viaggio si ammalò e dovette rinunciare alla gara olimpica.
Nel 1906 vinse la medaglia d'oro alle Olimpiadi intermedie di Atene, non riconosciute ufficialmente dal CIO, nella prova con alzata a due mani.
Non poté poi partecipare alle Olimpiadi di Londra 1908 in quanto il sollevamento pesi venne escluso dal programma olimpico.
Successivamente Tόfalos si trasferì negli Stati Uniti d'America, dove divenne un wrestler professionista, nonché manager e allenatore di wrestling.
Nel 1952 rientrò dagli Stati Uniti nella sua città natale di Patrasso, dove visse fino alla sua morte.
In sua memoria gli è stato dedicato, a Patrasso, un complesso sportivo indoor nel quartiere Proastio.